# Дуакар
Дуакар (дарг. ДугIахъар) — село Дахадаевского района Дагестана. Административный центр Дуакарского сельсковета.

## География
Село находится на высоте 1628 м над уровнем моря. Ближайшие населённые пункты — Бутулта, Аяцури, Сумия, Уцулимахи, Куркимахи, Каркаци, Кищамахи, Узралмахи, Хулабаркмахи, Мукракари.

## Население
| 1895 | 1926 | 1939 | 1970 | 1989 | 2002 | 2010 |
| ---- | ---- | ---- | ---- | ---- | ---- | ---- |
| 263  | ↗291 | ↘279 | ↘223 | ↘205 | ↗250 | →250 |
| 2021 |      |      |      |      |      |      |
| ↘192 |      |      |      |      |      |      |

## Этимология
По местным преданиям, предки жителей села происходят из местности недалеко от нынешней Кака-Махи. Оттуда вышли три человека и ушли в горы. Один из них основал Урахи, второй — Уркарах, а третий — Дуакар. Дуакар так назван потому, что его основатель забрался дальше всех от родных мест и стал изгоем: дугI ахъиз — уйти на все четыре стороны, в изгнание, дугIрухъ — изгой, изгнанник, отколовшийся.